# Pararctia subnebulosa
Pararctia subnebulosa là một loài bướm đêm thuộc phân họ Arctiinae, họ Erebidae.